# Olaf Janßen
Olaf Janßen, né le 8 octobre 1966, est un ancien footballeur et entraîneur allemand de football. Il évolua comme milieu de terrain.

## Carrière
En tant que joueur
- 1985-nov. 1996 :  FC Cologne
- déc. 1996-2000 :  Eintracht Francfort
- jan. 2000-2000 :  AC Bellinzone

En tant qu'entraîneur
- nov. 2006 :  Rot-Weiss Essen (intérim)
- sep. 2013-2014 :  SG Dynamo Dresde
- sep. 2016 :  VfB Stuttgart (intérim)

## Palmarès
- Championnat d'Europe de football des moins de 17 ans
  - Vainqueur en 1984
- Coupe UEFA
  - Finaliste en 1986
- Jeux olympiques
  - Médaille de bronze en 1988
- Championnat d'Allemagne de football
  - Vice-champion en 1989 et en 1990.
- Coupe d'Allemagne de football
  - Finaliste en 1991.
- Championnat d'Allemagne de football D2
  - Champion en 1998